# Адам де Лімберг

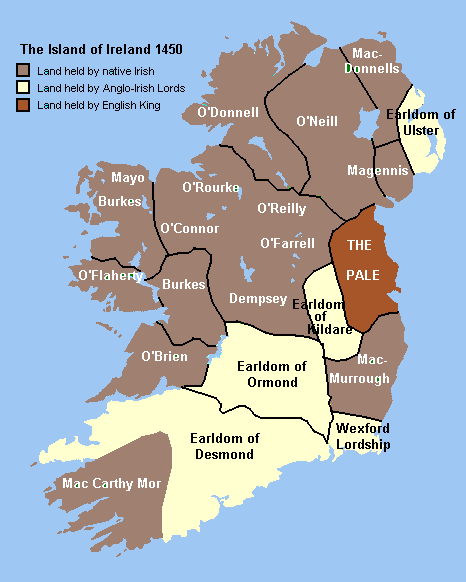
Ірландія в середні віки. Показані англійські володіння, володіння графів Ормонд та Фіцджеральд, володіння незалежних ірландських кланів та королівств.

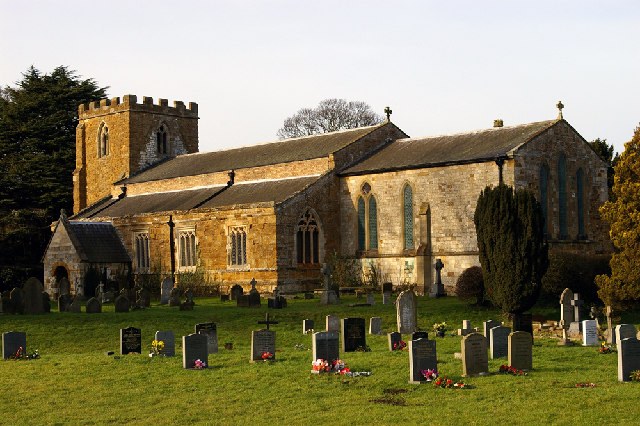
Церква Святого Петра, Грейт-Лімбер, ймовірне місце народження Адама де Лімьерга.

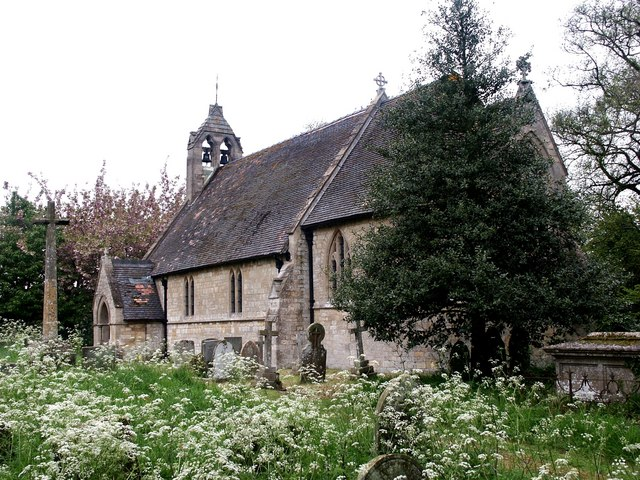
Церква Святого Ендрюса, Фірсбі, Лінкольншир: Адам де Лімберг був парафіяльним священиком Фрісбі з 1310 року.

Адам де Лімберг (англ. Adam de Lymbergh) (пом. 1339) — відомий ірландський політик, суддя, юрист англійського походження, чиновник корони Англії в Ірландії, служив двом королям Англії та Ірландії, лорд-канцлер Ірландії, барон казначейства Ірландії, лорд-охоронець Державної Таємної Печатки Ірландії [1].

## Життєпис

### Походження
Адам де Лімберг народився в графстві Лінкольншир, Англія, де був значним землевласником з маєтками в Торксей і Невенбі. Його ім'я, ймовірно, походить від назви селища Грейт-Лімбер у тому ж графстві [1].

### Початок кар'єри
Адам де Лімберг був священиком: він отримав сан і посаду пребендарія Стаффорда в 1312 році, і мав принаймні чотири приходи: Рай, Сассекс, Берксвелл, Уорікшир і дві парафії в самому Лінкольнширі, Фірсбі та Алгакерк. Здається, він ніколи не шукав вищого духовного сану, незважаючи на свою славу і репутацію як хорошого судді. Очевидно, він був наближений до Джона Сандейла, єпископа Вінчестера, і допоміг завершити інвентаризацію його володінь після його смерті в 1319 році. Адам де Лімберг був цінним посадовцем корони, що обіймав кілька важливих довірених посад з початку правління короля Англії та Ірландії Едуарда II. У 1311 році він був призначений наглядачем казначейства (посадова особа, яка складала меморандум про кожну справу для розгляду Судом), і записи свідчать, що він був надзвичайно старанним у виконанні своїх обов'язків[1].

### Служба королю у Франції та Ірландії
У 1322 році він був призначений констеблем Бордо, тодішнього володіння Англії у Франції, і служив там три чи чотири роки [2]. Дві його петиції до короля та ради збереглися приблизно, вони датовані 1330 роком, коли його рахунки перевірялися. Перша петиція з проханням, щоб казначейство покрило його витрати на поїздку до Бордо та призначення його констеблем. Друга петиція, після посилання на надзвичайні труднощі, з якими він зіткнувся як констебль, просить негайно розглянути його рахунки, щоб він міг відшкодувати свої витрати. Король Едуард III, який, як і його батько, високо поважав Адама, задовольнив обидві петиції [3].
У 1323 році він був призначений лорд-охоронцем Таємної Державної Печатки Ірландії, одним із перших зареєстрованих власників цієї посади. Король Англії та Ірландії Едуард III призначив його лорд-канцлером Ірландії в 1330 році, і він служив на цій посаді протягом чотирьох років. Потім він повернувся до Англії і був призначений бароном казначейства, у цій якості він служив до своєї смерті в 1339 році; він ніколи потім не повертався до Ірландії. У своєму заповіті 1338 року він заповів своє майно та статки монахам Остіна в Лінкольні[1].
Через те, що він був безшлюбним, його значні маєтки та землі в Лінкольнширі успадкувала його сестра Матильда [4].